# Grudinino (przystanek kolejowy)
Grudinino (ros. Грудинино) – przystanek kolejowy w pobliżu miejscowości Grudinino, w rejonie poczinkowskim, w obwodzie smoleńskim, w Rosji. Położony jest na linii Briańsk – Smoleńsk.